# برزق
برزق هي قرية في مقاطعة ميانة، إيران. عدد سكان هذه القرية هو 86 في سنة 2006.